# The Busy World of Richard Scarry
O Mundo de Richard Scarry (no original: The Busy World of Richard Scarry) é uma série de animação francês-canadense-estadunidense produzida pela CINAR Animation (agora conhecida como DHX Media, anteriormente Cookie Jar Entertainment) e France Animation em associação com a Paramount Television baseada numa série de livros criada pelo escritor americano Richard Scarry
No Brasil a série começou a ser exibida pela Rede Record 1998 pelo Eliana & Alegria. Em 2001 estreou pelo canal pago Nickelodeon pelo bloco Nick Jr.. O programa só retornou a TV aberta em 2012 pelo Canal Futura. Em Portugal, a série era exibida pelo Canal 1 em 1996 e pela TV2 em 1997. Desde 2007 repete na RTP 2.

## Sinopse
Baseada numa série de livros infantis a série narra as aventuras do gato Huckle (Jamelão no Brasil, e Piruças em Portugal) e seu amigo Lowly (Nico em Portugal) que juntos convivem na cidade Busytown (Cidade Encantada no Brasil, Cidade Alegre em Portugal), habitada por vários animais. Cada episódio mostra a vida de um morador de Busytown passando por vários desafios com uma moral em cada episódio, além de músicas nos quadros. Imagine Isso e Brinque com Segurança, e também histórias de moradores no passado.

## Personagens

### Principais
- Huckle (BR: Jamelão, PT: Piruças) - Um jovem gato de 7 anos de idade. É bastante esperto e curioso e sonha em se tornar um piloto quando crescer. Sempre na companhia de seu melhor amigo Lowly.
- Lowly (PT: Nico) - Uma minhoca macho melhor amigo de Huckle. Mora na casa da família Gato mesmo não fazendo parte dela. Embora ele frequente a escola como todas as outras crianças ele frequentemente é visto agindo feito um adulto seja dirigindo seu carro em forma de maçã ou trabalhando no hospital da cidade.

### Moradores da Cidade Alegre
- Sargento Murphy (PT: Sargento Melo) - um cocker spaniel policial motociclista da Busytown que geralmente está sempre presente nas ruas e estradas da cidade. Ele é casado e tem uma menina chamada Bridget. É muito dedicado ao trabalho e nunca tira seu capacete da cabeça, nem mesmo quando vai dormir.
- Sr. Fixit (BR, PT: Sr. Conserta Tudo) - Um raposa reparador amigo de Huckle e Lowly. Frequentemente trabalha consertando as coisas em Busytown sendo bastante dedicado ao seu trabalho. É casado e possui uma filha recém nascida. Sua principal característica é o seu sotaque europeu.
- Sr. Frumble (BR: Sr. da Lua, PT: Sr. Distraído) - Um porco bastante desastrado e pouco esperto, que muitas vezes perde seu chapéu e vive fazendo coisas sem noção. Ele dirige um carro em forma de picles e muitas vezes recebe multas de trânsito do Sargento Murphy.
- Sr. Gronkle (PT, BR: Sr. Javali) - Um velho javali rabugento que não gosta de crianças, mas que no fundo tem um bom coração.

### Estudantes da Cidade Alegre
- Hilda Hippo - Uma jovem hipopótama grandalhona e gentil colega de turma de Huckle e Lowly. Sempre procura ajudar os necessitados. Ela parece gostar de Lowly. Ela tem cerca de 11 anos.
- Bruno - Um jovem cão de caça grande amigo de Huckle, Lowly e Hilda. Ele tem cerca de 7 anos de idade.
- Bananas - Um babuíno pouco esperto colega de turma de Huckle e Lowly. Assim como Lowly embora ele frequentemente seja visto estudando na escola ele muitas vezes age feito um adulto como mostrado na abertura ele dirigindo um carro em forma de banana.
- Denys - Um jovem elefante tímido colega de turma de Huckle e de Lowly.

### Outros
- Sally (PT: Sara) - É a irmãzinha de Huckle. Tem 5 anos de idade.
- Sr. e Sr. Gato - Pais de Huckle e de Sally.

## Episódios
| Temporadas | Temporadas | Episódios | Datas oficiais em que esteve no ar | Datas oficiais em que esteve no ar |
| Temporadas | Temporadas | Episódios | Início                             | Fim                                |
| ---------- | ---------- | --------- | ---------------------------------- | ---------------------------------- |
|            | 1          | 28        | 3 de Julho de 1995                 | 25 de Dezembro de 1995             |
|            | 2          | 28        | 1 de Janeiro de 1996               | 24 de Junho de 1996                |
|            | 3          | 28        | 1 de Julho de 1996                 | 30 de Dezembro de 1996             |
|            | 4          | 28        | 6 de Janeiro de 1997               | 30 de Junho de 1997                |
|            | 5          | 28        | 7 de Julho de 1997                 | 29 de Dezembro de 1997             |

## Dobradores

### EmPortugal
- Piruças - Isabel Ribas
- Nico - Rui Paulo
- Sr. Gato - Paulo B
- Sra. Gato -
- Sara - Leonor Alcácer
- Hilda - Luísa Salgueiro (1ª voz) Teresa Sobral (2ª voz)
- Sargento Melo - Luís Mascarenhas
- Sr. Distraído / Sr. Concerto Tudo  - Carlos Freixo